# Cemitério de cães em Ascalão

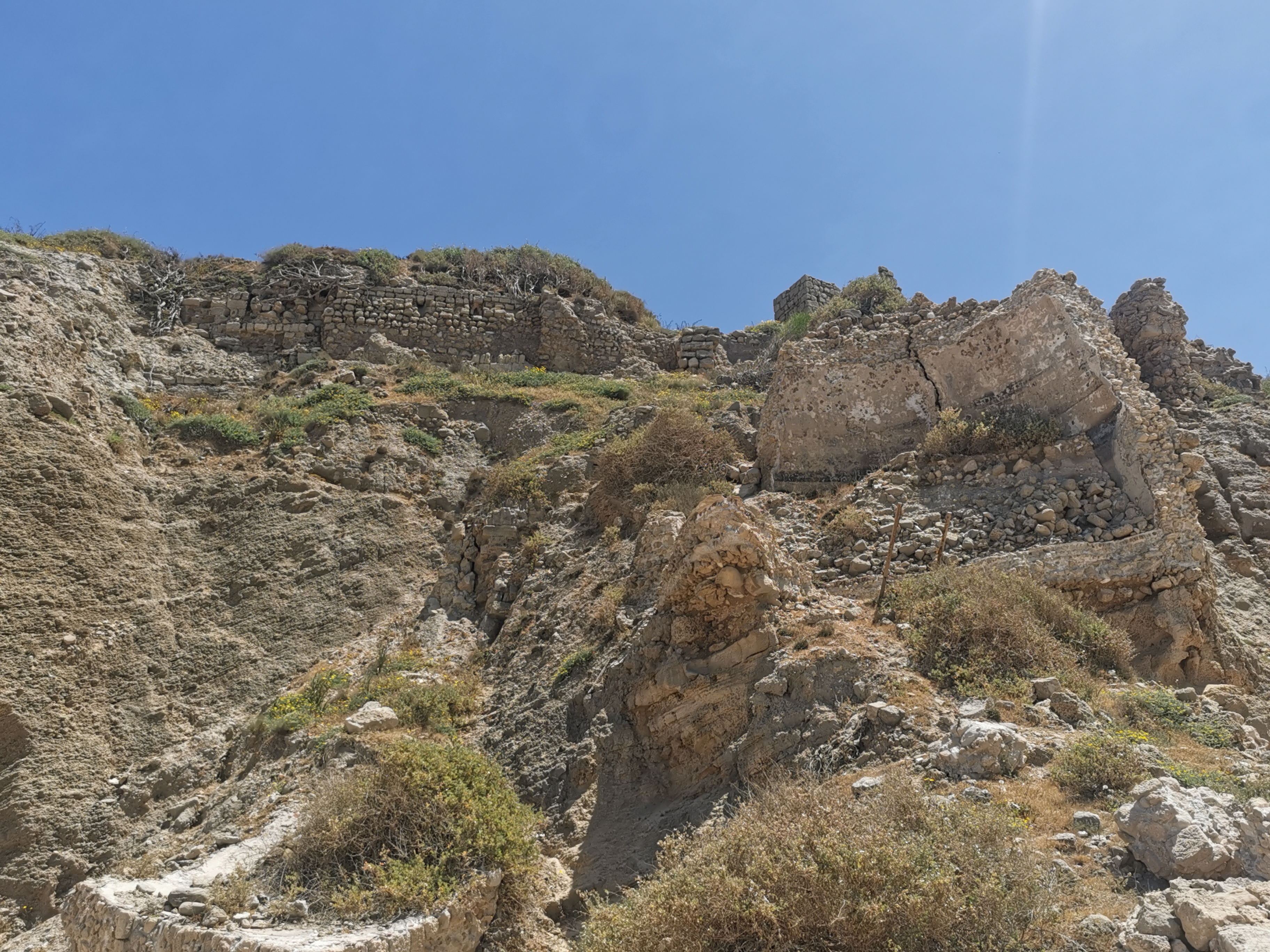
Cemitério de cães de Ashkelon.

O cemitério de cães de Ashkelon é um cemitério na cidade de Ascalão, em Israel, onde possivelmente milhares de cães foram enterrados no quinto ao terceiro séculos a.C. A maioria dos cães eram filhotes; todos tinham semelhanças com o Cão-de-canaã moderno, talvez representando a população ancestral da qual a raça moderna descende. É o maior cemitério deste tipo conhecido no mundo antigo.